# Macael
Macael è un comune spagnolo  situato nella comunità autonoma dell'Andalusia. È famosa per la produzione di marmo, alta qualità, comparabile con il marmo di Carrara.